# دوكسيبين
الدوكسيبين (بالإنجليزية: Doxepin)‏ دواء يستخدم لعلاج الاضطراب الاكتئابي واضطرابات القلق والشرى المزمن والأرق، لكن لا يُفضل استخدامه على مضادات الهستامين في علاج الشرى. يملك الدواء فائدةً خفيفة إلى متوسطة في علاج اضطرابات النوم، ويستخدم كريمه لتدبير الحكة الناجمة عن التهاب الجلد التأتبي أو التهاب الجلد العصبي.
تتضمن التأثيرات الجانبية الشائعة النعاس وجفاف الفم والإمساك والغثيان وتشوش الرؤية، وقد تشمل التأثيرات الجانبية الخطيرة ارتفاع خطورة الانتحار عند من تقل أعمارهم عن 25 عامًا والهوس واحتباس البول، وقد تحدث متلازمة الانقطاع إذا خُفضت الجرعة سريعًا. لا يوصى باستخدام الدوكسيبين عمومًا خلال الحمل والإرضاع الطبيعي.
يُعد الدواء من مضادات الاكتئاب ثلاثية الحلقات، وما تزال آلية عمله لعلاج الاكتئاب موضع جدل، فقد تعود لزيادة مستويات النورإبينفرين مع إحصار الهستامين والأسيتيل كولين والسيروتونين. نال الدوكسيبين موافقة الاستخدام الطبي في الولايات المتحدة عام 1969، وتتوافر منه أشكال مكافئة. في عام 2017، احتل الدواء المرتبة 240 ضمن قائمة أكثر الأدوية الموصوفة في الولايات المتحدة بأكثر من مليوني وصفة طبية. 

## الاستخدامات الطبيّة
تُستخدم حبوب الدوكسيبين لعلاج الاضطراب الاكتئابي واضطرابات القلق والشرى المزمن، وللعلاج قصير الأمد لرهاب الفراش (أحد أشكال الأرق). يستخدم كريم الدوكسيبين في العلاج قصير الأمد للحكة الناجمة عن التهاب الجلد التأتبي أو التهاب الجلد العصبي.
في عام 2016، أوصت الجمعية الأمريكية للأطباء بعلاج الأرق بدايةً عبر تدبير الحالات المرضية المرافقة ثم بالعلاج المعرفي السلوكي والتغييرات السلوكية وأخيرًا بالأدوية، وكان دوكسيبين من بين الأدوية الموصى بها للمساعدة قصيرة الأمد في استمرار النوم رغم ضعف الأدلة الداعمة لفعاليته. تشابهت التوصيات السابقة مع توصيات الأكاديمية الأمريكية لطب النوم لعام 2017 والتي ركزت على العلاج بالأدوية. أظهرت مراجعة وكالة أبحاث الرعاية الصحية وجودتها لعام 2015 لعلاجات الأرق نتائج مماثلةً. 
وجدت مراجعة عام 2010 أن الدوكسيبين الموضعي مفيد لعلاج الحكة، ووجدت مراجعة أخرى لعلاجات الشرى المزمن في ذات العام أن هناك أدوية أفضل حلت محله لكنه بقي علاجًا مطروحًا أحيانًا ضمن أدوية الخط الثاني. تتراوح جرعات الدوكسيبين المستخدمة للنوم من 3 إلى 6 ملغ، ولكنها قد تصل إلى 25 - 50 ملغ. 

## مضادات الاستطباب
تتضمن مضادات الاستطباب المعروفة:
- فرط الحساسية للدوكسيبين أو مضادات الاكتئاب ثلاثية الحلقات الأخرى أو أي من السواغات المستخدمة ضمنه.
- الزرق.
- الأهبة لتطوير احتباس بولي كما في تضخم البروستات الحميد.
- استخدام مثبطات أكسيداز أحادية الأمين في آخر 14 يوم قبل استخدام الدوكسيبين.

## الحمل والإرضاع
يُنصح بعدم استخدام الدواء عند الحوامل والمرضعات رغم وجود أدلة تستبعد أن يتسبب بتأثيرات ضارة على التطور الجنيني. لا يساعد نقص الأدلة الناتجة عن الدراسات البشرية على استبعاد الخطورة على الجنين، خاصةً أن الدواء يعبر المشيمة. يفرز الدوكسيبين في حليب الثدي، وذكرت حالات من نقص التهوية عند حديثي الولادة ترافقت مع استخدام الأم لعقار الدوكسيبين. 

## التأثيرات الجانبيّة
قد يختلف طيف التأثيرات الجانبية للدوكسيبين عن القائمة أدناه في بعض البلدان التي يُسمح فيها باستخدامه بجرعات متدنية (بمعنى 3 ملغ و 6 ملغ).
- الجهاز العصبي المركزي: الإعياء والدوخة والنعاس وخفة الرأس والتخليط والكوابيس والتهيج والقلق المتزايد وصعوبة النوم والنوب (غير شائعة) والتخليط المؤقت (الهذيان)، ونادرًا ما يحرض هوسًا خفيفًا وفصامًا (يوصى هنا بإيقاف الدواء فورًا) وأعراض خارج السبيل الهرمي (نادرًا)، إضافةً إلى سوء الاستخدام عند مرضى إدمان المسكرات (نادرًا) والطنين.
- التأثيرات المضادة للكولين: جفاف الفم والإمساك والتغلف المعوي (نادرًا) وصعوبة التبول والتعرق وتشكل الماء الأزرق (الزرق).
- التأثيرات المناهضة للأدرينالين: انخفاض ضغط الدم (إذا انتقل المريض سريعًا من وضعية الاستلقاء أو الجلوس إلى وضعية الوقوف، وهو معروف باسم هبوط الضغط الانتصابي) واضطراب النظم القلبي (مثل تسرع القلب الجيبي وبطء القلب والإحصار الأذيني البطيني).
- التأثيرات التحسّسية/السمية: الطفح الجلدي والحساسية للضوء والأذية الكبدية بالركودة الصفراوية (نادرًا) والتهاب الكبد (نادر جدًا) وقلة الكريات البيض أو الصفيحات (نادرًا) وندرة المحببات (نادرة جدًا) وفقر الدم ناقص التنسج (نادرًا).
- أخرى: فرط الشهية واكتساب الوزن ونادرًا الغثيان وارتفاع ضغط الدم. قد يزيد الدواء أو ينقص من وظيفة الكبد عند بعض الأشخاص. [19]

## الجرعة الزائدة
يماثل الدوكسيبين مضادات الاكتئاب ثلاثية الحلقات الأخرى في سميته الشديدة في حالات الجرعة الزائدة. تتضمن الأعراض الخفيفة النعاس والذهول وتشوّش الرؤية وجفاف الفم المفرط. تشمل التأثيرات الجانبية الأخطر كلًا من التثبيط التنفسي وانخفاض ضغط الدم والغيبوبة والاختلاجات واضطرابات النظم القلبية وتسرع القلب.
تشمل الأعراض الأخرى المحتملة للجرعة الزائدة من الدوكسيبين احتباس البول وتناقص الحركية المعوية (العلوص الشللي) وفرط الحرارة (أو انخفاضها) وارتفاع ضغط الدم وتوسّع الحدقات واشتداد المنعكسات. تُعالج الجرعة الزائدة غالبًا بالدعم الجهازي وتدبير الأعراض، ويمكن أن يشمل التدبير غسيل المعدة لإنقاص امتصاص الدوكسيبين. يُنصح أيضًا بتطبيق إجراءات داعمة للوقاية من الاستنشاق التنفسي. قد تكون العوامل المضادة لاضطرابات النظم خيارًا مناسبًا لعلاج اضطرابات النظم القلبية الناجمة عن جرعة زائدة من الدواء، وقد يُعاكس التسريب الوريدي البطيء للفيزوستيغمين بعض تأثيراتها السامة مثل التأثيرات المضادة للكولين. لا يوصى بالديال الدموي بسبب ميل الدواء المرتفع للارتباط مع البروتينات. يُنصح بمراقبة تخطيط القلب لعدة أيام بعد الجرعة الزائدة بسبب إمكانية حدوث شذوذات في التوصيل الكهربائي القلبي. 

## التداخلات الدوائيّة
يجب تجنب استخدام الدوكسيبين خلال 14 يومًا من استخدام مثبط أكسيداز أحادي الأمين مثل الفينيلزين بسبب إمكانية حدوث نوبة فرط ضغط الدم أو تطور متلازمة السيروتونين، ولا يوصى باستخدامه عند من يتناولون مثبطات سيتوكروم 2 دي 6 الفعالة مثل فلوكسيتين وباروكسيتين وسيرترالين ودولوكسيتين وبوبروبيون وكينيدين بسبب احتمال تراكمه عند نقص النشاط التحفيزي لسيتوكروم 2 دي 6.
لا يُنصح باستخدام محرّضات الإنزيم الكبدي مثل الكاربامازيبين والفينيتوين والباربتيورات عند المرضى الذين يتناولون مضادات الاكتئاب ثلاثية الحلقات مثل دوكسيبين لأنه قد يسرع استقلابه. قد تتفاقم تأثيرات العوامل المقلّدة للودي عند مشاركتها مع مضادات الاكتئاب ثلاثية الحلقات مثل الدوكسيبين، وقد يزيد هذا المركب أيضًا من التأثيرات الجانبية للعوامل المضادة للكولين مثل البنزاتروبين والأتروبين والهيوسين (سكوبولامين). ترافق استخدام تولازاميد مع الدوكسيبين بنقص سكر الدم الشديد لدى مرضى السكري من النمط الثاني. قد يؤثر السيميتيدين على امتصاص الدوكسيبين، وقد يفاقم استهلاك الكحول بعض تأثيرات الدواء المثبطة للجهاز العصبي المركزي. يمكن أن يخفف الدوكسيبين من تاثيرات العوامل الخافضة لضغط الدم، وقد يسبب العلاج المشترك مع مثبطات الجهاز العصبي المركزي مثل البنزوديازيبينات تثبيطًا إضافيًا للجهاز العصبي المركزي. قد يزيد العلاج المشترك مع هرمونات الغدة الدرقية أيضًا من احتمال تطور تفاعلات عكسية. 